# Marc Staelen
Marc Staelen (né le 20 juillet 1981 à Châteaudun dans l'Eure-et-Loir,) est un coureur cycliste français.

## Biographie
Marc Staelen commence le cyclisme vers 1993 au VC Dunois. Il quitte son club formateur en 1999 pour rejoindre l'AAJ Blois, renommé Blois CAC 41 en 2000.
Lors de la saison 2001, il se révèle chez les amateurs en remportant onze courses, dont le Kreiz Breizh. Il court ensuite une année chez Panorimmo.com 23-La Creuse en Limousin avant de rejoindre l'UC Châteauroux en 2003. Bon puncheur, il s'impose au classement final du Challenge du Boischaut-Marche et termine deuxième de Paris-Tours espoirs. Il ne parvient toutefois pas à décrocher un contrat professionnel, malgré des contacts avec la formation Jean Delatour. Staelen intègre alors l'équipe Agritubel-Loudun 86 en 2004, après avoir été repéré par le directeur sportif Denis Leproux. Il s'impose notamment sur les Boucles de la Soule.
En 2005, l'équipe Agritubel accède au niveau continental. Marc Staelen y devient donc coureur professionnel. Cette année est cependant gâchée par une chute survenue à l'entraînement, dont il ressort avec un traumatisme crânien. Il ne comptabilise que 16 jours de course durant cette saison, et n'est pas conservé en fin d'année par ses dirigeants. Il doit alors retourner dans les rangs amateurs, à l'AVC Aix-en-Provence.
Après trois ans d'arrêt, il reprend la compétition en 2009, au CRC Limousin. Il renoue rapidement avec le succès et obtient quelques victoires lors d'épreuves régionales, dont le championnat du Limousin. Pendant plusieurs saisons, il devient l'un des meilleurs coureurs amateurs en France, remportant de nombreux succès, en majorité dans le Limousin.
Fin 2016, il met un terme à sa carrière.

## Palmarès
| - 2001 - Kreiz Breizh : - Classement général - 1re étape - 2e du Grand Prix de Lignac - 3e de la Flèche finistérienne - 2002 - 2e du Grand Prix des Foires d'Orval - 3e du Tour du Canton de Châteaumeillant - 2003 - Challenge du Boischaut-Marche - Grand Prix des vins de Panzoult - 2e de la Vienne Classic espoirs - 2e du Circuit des Deux Ponts - 2e de Paris-Tours espoirs - 2004 - Boucles de la Soule - Duo Limousin (avec Maxime Méderel) - 3e du Tour du Labourd - 2009 - Champion du Limousin sur route - Prix Yves Thibaud - Prix du Mas Gauthier - 1re étape du Critérium des Deux Vallées - Boucles de la Haute-Vienne : - Classement général - 1re et 2e étapes - 2010 - Prix de Beauchabrol - 2011 - Grand Prix de Nedde - 2e du Grand Prix Christian Fenioux - 2012 - Circuit des Vignes - Grand Prix de la Trinité - Nocturne de Limoges - Grand Prix de Nedde - Critérium de La Machine - 3e étape du Tour Val de Saintonge - 2e du Critérium des Deux Vallées - 2e du Grand Prix des Fêtes de Cénac-et-Saint-Julien - 2e du Circuit boussaquin - 2e du Grand Prix de Montamisé - 3e de la Route d'Or du Poitou | - 2013 - Critérium des Deux Vallées : - Classement général - 1re et 2e étapes - Prix de Beauchabrol - Grand Prix des Fêtes de Cénac-et-Saint-Julien - 2e du Tour du Canton du Pays Dunois - 2e du Grand Prix de la Trinité - 3e du Grand Prix de la ville de Buxerolles - 2014 - Champion du Limousin du contre-la-montre - 1re étape des Boucles de Haute-Vienne - Prix de Beauchabrol - 5e étape du Tour de la Manche - Route limousine : - Cassement général - 2e étape - Prix de la Prugne - Nocturne d'Ussel - Vassivière-Limoges - Prix Antonin Reix - 2e du Grand Prix d'ouverture Pierre-Pinel - 2e de la Vienne Classic - 3e du Grand Prix des Fêtes de Cénac-et-Saint-Julien - 2015 - 2e étape du Tour du Beaujolais - Grand Prix de Saint-Quentin-la-Chabanne - Grand Prix d'Authon-Ebéon - 3e du Challenge du Boischaut-Marche - 2016 - Champion du Limousin sur route - Tour du Pays de Béarn : - Classement général - 2e étape - Grand Prix de Nedde - 2e des Boucles de la Marne - 2e du Tour de Loire-Atlantique |  |